# Yukiyo Toake
Yukiyo Toake (十朱幸代, Toake Yukiyo), née le 23 novembre 1942 à Tokyo (Japon), est une actrice japonaise.

## Filmographie partielle

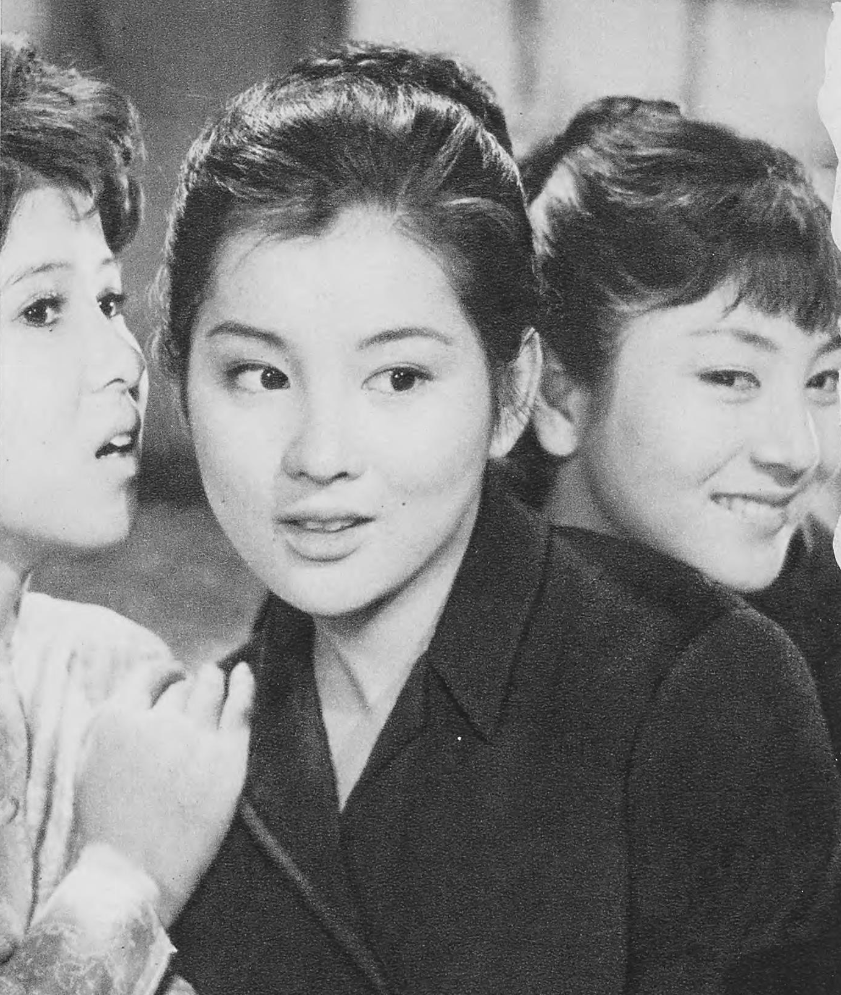
Yukiyo Toake, Sayuri Yoshinaga et Masako Izumi dans La Mer étincelante (1963).

### Au cinéma
- 1959 : L'Oiseau des printemps révolus (惜春鳥, Sekishunchō?) de Keisuke Kinoshita : Yōko Momozawa
- 1959 : Pineapple butai (パイナップル部隊?) de Seiichirō Uchikawa : Sayoko
- 1960 : Rêves de printemps (春の夢, Haru no yume?) de Keisuke Kinoshita : Umeko
- 1962 : Les Vieilles Dames du Japon (喜劇 にっぽんのお婆あちゃん, Kigeki: Nippon no obāchan?) de Tadashi Imai : Akiko
- 1963 : Ame no naka ni kiete (雨の中に消えて?) de Katsumi Nishikawa : Kimie Kuwata
- 1963 : La Mer étincelante (光る海, Hikaru umi?) de Kō Nakahira : Kazuko Hayama
- 1963 : La Danseuse d'Izu (伊豆の踊子, Izu no odoriko?) de Katsumi Nishikawa : Okiyo
- 1963 : Seki no yatappe (関の弥太ッぺ?) de Kōsaku Yamashita
- 1964 : Journal d'un prédateur (猟人日記, Ryōjin nikki?) de Kō Nakahira : Mutsuko Fuji
- 1964 : Kuroi kaikyo : Noriko
- 1964 : Satsujin sha o kese
- 1964 : Sâtsujin sha o kêse
- 1964 : Tokyo gorin ondo : Mitsuko Fujisaki
- 1965 : Iki-ni kanzu
- 1965 : Kenjū yarō : Kanako
- 1965 : Seishun to wa nanda : Keiko Sugiura
- 1965 : Yottsu no koi no monogatari : Fumiko Misawa
- 1966 : Hoshi to ore tode kimetanda
- 1966 : Jigoku no okite ni asu wa nai : Yuki Iwamura
- 1966 : Kaachan to 11-nin no kodomo : Kyōko, third daughter
- 1967 : Dekkai taiyō
- 1967 : Hi no ataru sakamichi
- 1967 : Kimi ga seishun no toki : Mayumi Matsushita
- 1967 : Kitaguni no ryojō : Yoshiko Kaneko
- 1967 : Moeru kumo
- 1967 : Tabiji
- 1968 : Hana no koibitotachi : Uiko Todoroki
- 1969 : Onna no keisatsu
- 1969 : Tengu-tō : Otae
- 1973 : La Légende de Zatoïchi : Retour au pays natal : Miyo
- 1974 : Aoba shigereru : Takako
- 1974 : Le Vaurien : la guerre des territoires
- 1974 : Tora-san's Lullaby : Kyoko
- 1974 : Zatōichi monogatari
- 1980 : Furueru shita : Kunie Miyoshi
- 1980 : Genji monogatari
- 1983 : The Catch (魚影の群れ, Gyoei no mure?) de Shinji Sōmai : Aya
- 1983 : Les Enfants de Nagasaki
- 1985 : La Proie de l'homme (櫂, Kai?) de Hideo Gosha : Kiwa Tomita
- 1985 : Sombre crépuscule (花いちもんめ, Hana ichimonme?) de Shun'ya Itō : Keiko Takano
- 1986 : Shiroi yabō
- 1986 : Uhohho tankentai
- 1987 : Gokudo no onna-tachi 2 : Yuki Shigemune
- 1987 : River of Fireflies : Chiyo Mizushima
- 1987 : Taikoki
- 1987 : Yogisha (夜汽車?) de Kōsaku Yamashita : Tsuyuko Okazaki
- 1989 : Harasu no ita hibi : Akiko Tokuda
- 1989 : Natsu no nagai sakebi
- 1989 : Sakura no ki no shita de : Ikuko Takenaka
- 1989 : Shasō (社葬?) de Toshio Masuda : Yoshino Inazumi
- 1990 : Jotei : Kasuga no tsubone
- 1991 : Don ni natta otoko
- 1991 : Edo-jo tairan
- 1991 : Minamoto Yoshitsune
- 1993 : Haru no ichizoku
- 1993 : Karin
- 1995 : Nihon ichi mijikai 'Haha' e no tegami
- 2001 : Warui yatsura
- 2005 : Geisha Koharu Nê san funtōki
- 2006 : Geisha Koharu Nê san funtōki : Yoimachigusa satsujin jiken
- 2007 : Geisha Koharu Nê san funtōki 4 : Midare zakura satsujin jiken
- 2007 : Shabake
- 2008 : Geisha Koharu Nê san funtōki 5 : Wakaremai satsujin jiken
- 2008 : Tengoku no sūpu
- 2008 : Usouso
- 2009 : Ekiro
- 2009 : Geisha Koharu Nê san funtōki 6 : Kaga vs Edo yuuzen satsujin jiken
- 2009 : Nene : Onna taikōki
- 2011 : Kânêshon
- 2012 : Tazunebito
- 2013 : The Partner
- 2013 : Yurichika e Mama kara no dengon

### À la télévision
- 1990 : Minamoto Yoshitsune (mini-série télévisée)
- 1990 : Takeda Shingen (mini-série télévisée)
- 1992 : Oda Nobunaga (téléfilm)
- 1992 : Taira no Kiyomori (téléfilm)
- 2005 : Gion bayashi (téléfilm)

## Distinctions

### Récompenses
- 1990 : Prix Kinuyo Tanaka[1]
- 2003 : Médaille au ruban pourpre

### Nominations
- 1986 : prix de la meilleure actrice pour Sombre crépuscule et La Proie de l'homme aux Japan Academy Prize[2]